# Walter Kittel (Staatssekretär)
Walter Kittel (* 25. Mai 1931 in Aussig, Tschechoslowakei; † 18. Juni 2008 in Jena) war ein deutscher Staatssekretär.

## Leben
Nach dem Studium der Volkswirtschaftslehre an der Julius-Maximilians-Universität Würzburg und Promotion war Kittel für kurze Zeit in der Privatwirtschaft tätig, bis er im Jahr 1959 als Referent in das Bundesministerium für Wirtschaft und Technologie eintrat.
Von 1976 bis 1987 war er Vertreter des Leiters der Ständigen Vertretung der Bundesrepublik Deutschland bei den Europäischen Gemeinschaften in Brüssel. Im Jahr 1987 wurde er beamteter Staatssekretär im Bundesministerium für Ernährung, Landwirtschaft und Forsten und war für die Bereiche Markt- und internationale Agrarpolitik zuständig. Nach seiner Pensionierung war Kittel von 1993 bis 1998 als Beauftragter der deutschen Bundesregierung für die Beratung in Osteuropa tätig. Aus dieser Motivation engagierte er sich auch für die Ackermann-Gemeinde. Außerdem hat sich Kittel besonders um die Integration der Agrarwirtschaft der neuen Bundesländer in die Europäische Union verdient gemacht.
Kittel erhielt zahlreiche Ehrungen und Auszeichnungen aus dem In- und Ausland.